# Gellir Bolverksson
Gellir Bolverksson (1020 – 1074) fue un caudillo vikingo de Islandia en el siglo XI. Desempeñó el cargo de lögsögumaður en dos ocasiones, la primera entre 1054 y 1062 y la segunda entre 1072 y 1074. Hijo de Bölverkur Eyjólfsson y con antecedentes familiares que le vinculan a Olaf Feilan. Su vocación como jurista procedía de su difunto hermano Eyjólf Bolverksson (m. 1012), de quien se sentía orgulloso porque en su opinión fue uno de los tres mejores juristas de Islandia, una cita que también aparece en la saga de Njál.